# Dagon morena
Dagon morena är en fjärilsart som beskrevs av Johannes Karl Max Röber 1913. Dagon morena ingår i släktet Dagon och familjen praktfjärilar. Inga underarter finns listade i Catalogue of Life.